# Hamas
Hamas (în arabă: "حركة حماس") este un acronim pentru "Harakat al-Muqawama al-Islamiyya" (în arabă حركة المقاومة الاسلامية, lit. „Mișcarea de rezistență islamică”).
Hamas este o organizație islamistă teroristă palestiniană. Scopul ei declarat este cucerirea Statului Israel și transformarea lui într-un stat palestinian islamic sub legea islamică (sharia), cu sloganul „exterminarea evreilor de la Iordan și până la mare”. Israelul, Uniunea Europeană, Canada, Statele Unite și alte state consideră că Hamasul este o grupare teroristă care atacă preferențial populația civilă și comite alte abuzuri privind drepturile omului. 
La alegerile din 2006, Hamas a înfrânt electoral și fizic rivalii din organizația Fatah care domină Organizatia pentru Eliberarea Palestinei si în guvernul Autorității Palestiniene. Prin lupte armate și asasinate, organizația a dobândit stăpânirea Fâșiei Gaza, ceea ce a dus la separarea ei politică și economică de Autoritatea Națională Palestiniană.

## Istorie

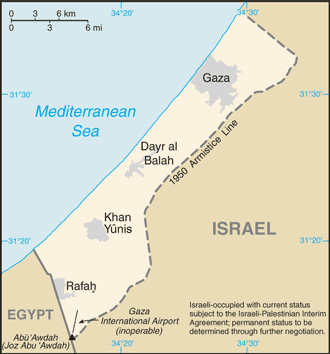
O hartă a teritoriului Fâșia Gaza stăpânit de Hamas

Organizația teroristă Hamas provine dintr-o aripă a Frăției Musulmane. Primele idei cu privire la crearea sa au apărut în jurul anului 1967. În 1978, odată cu izbucnirea Primei Intifade, șeicul Ahmad Yasin, conducătorul de la acea vreme al Frăției Musulmane din zona Fâșiei Gaza, înființează, secondat de adjunctul său, Muhammad Taha, o asociație islamistă, cunoscută sub numele de "Al-Mudjamma'" (în arabă المجمع). 
În august, 1988, ei au publicat Carta Mișcării Hamas, (în arabă ميثاق حركة حماس)  care, de-a lungul a 36 de articole, îi reflectă ideologia, în marea majoritate, preluată de la Hadj Amin al-Husseini prin care respinge orice compromis cu Israelul și, susține că „de la Iordan și până la mare toți evreii să fie aruncați în mare” (termenul folosit este evrei, nu israelieni) și înființarea unui stat arab în locul Israelului. Organizația a fost interzisă de către autoritățile israeliene.

### Aripa militară
Brigăzile Ezzedin Al-Qassam (Arabă: كتائب الشهيد عز الدين القسام) reprezintă aripa militară a Hamas, creată în 1992 sub conducerea lui Yahya Ayyash. Denumirea a fost aleasă pentru a comemora un lider celebru al rezistenței arabe 'Izz A-Din Al-Qassam, predicator sunit din perioada mandatului britanic asupra Palestinei, care în 1930 a fondat un grup militant arab numit Mâna Neagră (Arabă: الكف الأسود), ceea ce a dus la uciderea sa de către britanici în 1935. Brigăzile 'Izz A-Din Al-Qassam mai sunt cunoscute și sub numele „Elevii lui Ayyash” sau „Elevii inginerului” pentru a comemora memoria primului conducător, ucis de israelieni în 1996. Yahya Ayyash era supranumit și „Inginerul”, deoarece el era specialistul organizației în crearea dispozitivelor explozibile.

## Ideologie
Carta Mișcării Hamas trasează ideile acestei organizații ale căror origine se regăsește parțial în concepte islamice. Carta menționează apartenența la organizația Fraților Musulmani și îmbrățișarea preceptelor islamice în toate domeniile vieții. Teritoriul israelian este considerat potrivit jurisprudenței musulmane, un patrimoniu „waqf” islamic astfel acceptarea existenței statului Israel reprezintă o încălcare a aceleiași jurisprudențe musulmane. Din această cauză sustinatorii așa numitei „cauze arabe” sau „palestiniene” consideră tot teritoriul statul Israel ca „teritorii ocupate“ (Arabă: الاراضي المحتلة).

## Activitate
Aripa politică și-a făcut simțită prezența în alegerile din teritoriile palestiniene însă participarea sa nu era echivalentă cu o acceptare a normelor democratice, a valorilor sau a instituțiilor existente, aceasta deorece orice soluție la rezolvarea problemei palestiniene trebuie să respecte preceptele islamice, așa cum menționează carta organizației.
Terorismul este privit de liderii mișcării ca o modalitate eficientă de a rezolva problema palestiniană, ei nu au ezitat să își exprime acest punct de vedere în declarații sau interviuri, încurajând în acest mod atacurile sinucigașe și violențele împotriva forțelor de poliție și militare israeliene și împotriva civililor. După câștigarea alegerilor din 2006, Hamas și-a exprimat, prin vocea unuia din liderii săi, continuarea a ceea ce ei numesc luptă de rezistență atât pe plan politic cât mai ales prin aripa sa teroristă. Numărul victimelor care și-au pierdut viața ca urmare a activității teroriste a Hamas începând din anul 2000 și până în iulie 2008 se ridică la 1,170..
Mai mulți lideri Hamas au fost suprimați de-a lungul timpului de către forțele israeliene, de aceea, ca urmare a uciderii liderului fondator Ahmad Yasin în 2003 și a succesorului acestuia dr. Abdel-Aziz Rantissi în 2004, la un moment dat s-a decis păstrarea secretului asupra numelui conducătorului organizației. Surse palestiniene indică instituirea unei conduceri colective în mâinile lui Ismail Haniyeh, Mahmud Zahhar și Sayyd al-Siyam.

## Lideri
Ismail Haniyeh (Arabă: إسماعيل هنية ; (născut în ianuarie 1963)
Alături de Mahmoud al-Zahar, Haniyeh este liderul Hamas în Gaza, fost prim-ministru al Autorității Palestiniene. A fost demis la 14 iunie 2007 de către președintele palestinian Mahmoud Abbas în încercarea de a contracara influența crescâdă a organizației în teritoriile palestiniene.A refuzat însă să recunoască demiterea iar Consiliul Legislativ Palestinian, în care Hamas a obținut majoritatea la alegerile din 25 ianuarie 2006, îi respectă autoritatea pe care și-o exercită de facto..
După demiterea sa, președintele Mahmoud Abbas l-a numit ca înlocuitor pe Salam Fayyad. Această numire a fost considerată ilegală, deoarece potrivit legii palestiniene președintele poate demite un prim-ministru dar nu poate numi un altul în locul său fără acordul Consiliului Legislativ, ceea ce nu s-a întâmplat în cazul lui Fayyad.
Ismail Haniyeh a fost unul dintre cei mai tineri lideri ai organizației, fiind absolvent al Universității Islamice din Gaza chiar în anul înființării Hamas, 1987, licențiat în literatură arabă. În 1993 a devenit decanul acestei universități, unde a condus și organizația studențească a Hamas. A fost unul dintre apropiații șeicului Ahmad Yasin și a reprezentat organizația de nenumărate ori la întâlnirile cu Autoritatea Palestiniană. În 2003 a supraviețuit unei tentative de asasinat.
Mahmud al-Zahar (Arabă: محمود الزهار); (născut în 1945)
Odată cu formarea în martie 2006 a unui guvern condus de Ismail Haniyeh, Mahmud al-Zahar a fost numit ministru de externe. El este unul dintre membrii fondatori ai organizației, încă de la început având un rol neoficial de purtător de cuvânt al Hamas și este recunoscut ca unul dintre cei mai radicali membri ai acesteia.